# Ioan Ciordaș
Ioan Ciordaș (n. 25 decembrie 1877, Betfia, România – d. 4 aprilie 1919, Lunca, Bihor, România) a fost un delegat în Marea Adunare Națională de la Alba Iulia, organismul legislativ reprezentativ al „tuturor românilor din Transilvania, Banat și Țara Ungurească”, cel care a adoptat hotărârea privind Unirea Transilvaniei cu România, la 1 decembrie 1918.

## Biografie
Ioan Ciordaș a fost un avocat și senator din Ceica, comitatul Bihor. Ioan a urmat cursurile liceului din Oradea, unde i s-a schimbat numele din Ciurdariu în Ciordaș. A urmat mai apoi Academia de Drept de la Oradea, însă pentru atitudinea sa pro românească este exmatriculat. A luat doctoratul la Universitatea din Cluj, în anul 1900.
A lucrat alături de dr. Aurel Lazăr în biroul acestuia de avocatură, mai târziu se alătură celui lui Ioan Suciu la Arad.  Într-un final decide să-și deschidă propriul birou în Beiuș, unde se va stabili. Ioan Ciordaș se va implica foarte mult în susținerea vieții culturale românești din zonă. În anul 1905 a fost ales președinte al Reuniunii de cântări "Lyra" din cadrul Astrei, pe care o reînființase împreună cu profesorul Ioan Bușiția. A susținut cele două instituții de bază ale românilor, biserica și școala, iar atunci când ele se aflau în dificultate financiară, riscând să fie închise, a găsit soluții pentru a le ține deschise, prin donații pentru plata salarilor profesorilor români și pentru ridicarea de școli.
Ales în funcția de prefect, înainte de preluarea postului cade sub agitațiile manifestărilor comuniste, murind din noaptea de 3 spre 4 aprilie 1919.

## Activitate politică
Devine președintele Partidului Național din Beiuș și Vascău. Organizează lupta națională din părțile din sud ale Bihorului. Este ales președintele Consiliului Național Român din Bihor. În 1915 organizeză comitetele naționale. A luat parte la Marea Adunare Națională de la Alba Iulia din 18 noiembrie/ 1 decembrie 1918 în calitate de reprezentant al cercului Beiuș–Vașcău, județul Bihor, membru ales în Marele Sfat, unde a votat Marea Unire.La întoarcea de la Marea Adunare Națională a Românilor, se confruntă cu populația maghiară ce s-a împotrivit voinței românilor. Ciordaș decide să nu plece din localtitate, lucru ce se va dovedi fatal, un grup de secui bolșevizați  îl ridică pe el împreună cu dr. Nicolae Bolcaș în noaptea de 3 spre 4 aprilie. Trupurile lor au fost găsite lângă orașul Ștei, acestea prezentau urme de tortură.

## Moștenire
Casa avocatului a fost donată statului român, în vederea deschiderii unui muzeu. În prezent, în casa dr. Ioan Ciordaș funcționează Muzeul de Etnografie și Istorie al municipiului Beiuș.  În memoria sacrificiului său și al dr. Nicolae Ciordaș în parcul din centrul municipiului Beiuș s-a ridicat un monument de bronz, iar numele dr. Ioan Ciordaș a fost dat unor străzi din diferite orașe bihorene.